# Kamienica przy ulicy Kanoniczej 14 w Krakowie
Kamienica przy ulicy Kanoniczej 14 – zabytkowa kamienica znajdująca się w Krakowie, w dzielnicy I przy ulicy Kanoniczej, na Starym Mieście.

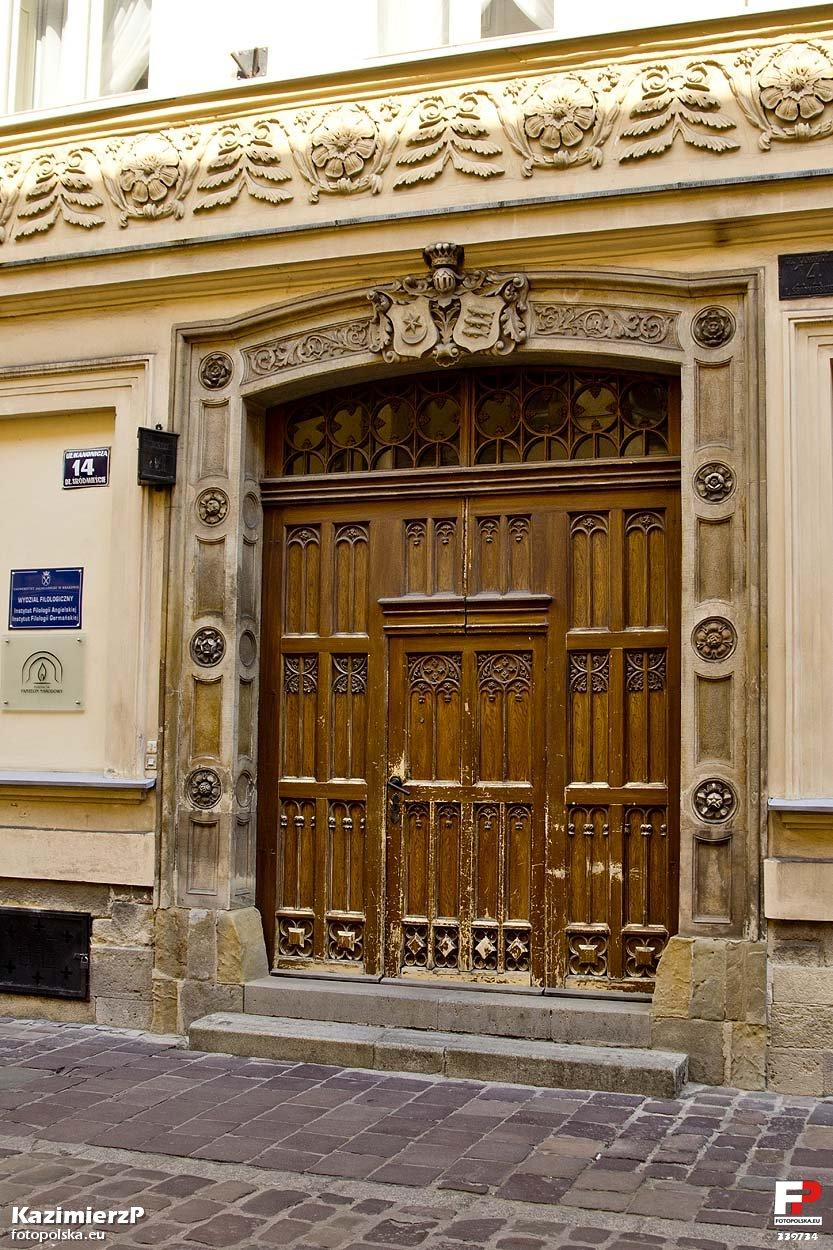
Portal

Kamienica została wzniesiona w połowie XIV wieku. W połowie XVI wieku została przebudowana w stylu renesansowym. W 1874 gruntownie przebudował ją Teofil Żebrawski, nadając obecną późnoklasycystyczną fasadę oraz portal z herbami Leliwa i Korczak. W czasie II wojny światowej w budynku znajdowała się siedziba Polskiego Komitetu Opiekuńczego. Obecnie jest on własnością Uniwersytetu Jagiellońskiego. Mieści się w nim część jednostek organizacyjnych Instytutu Filologii Angielskiej oraz biuro Jagiellońskiego Uniwersytetu Trzeciego Wieku.
22 czerwca 1949 kamienica została wpisana do rejestru zabytków. Wpis rozszerzono 26 maja 1965. Budynek znajduje się także w gminnej ewidencji zabytków.